# 帕拉科查湖
9°23′49″S 77°22′47″W / 9.39694°S 77.37972°W

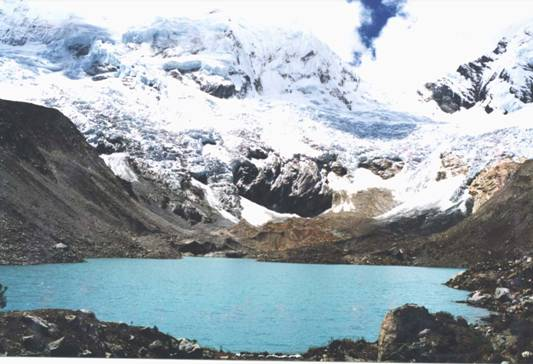

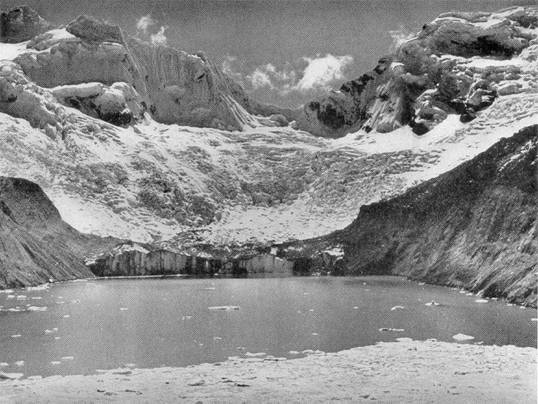

帕拉科查湖（西班牙語：Palcacocha），是秘魯的湖泊，位於該國北部安卡什大區，處於安第斯山脈的布蘭卡山脈地區，瓦拉斯在該湖東南面23公里，海拔高度4,566米。